# Peter Arnett

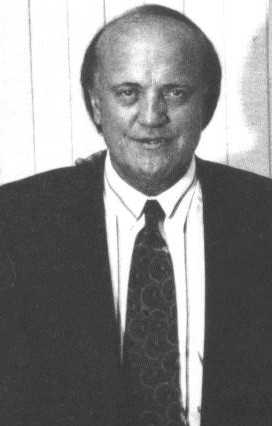
Peter Arnett (1994)

Peter Gregg Arnett, ONZM (* 13. November 1934 in Riverton/Aparima, Neuseeland) ist ein US-amerikanischer Kriegsberichterstatter.

## Leben
Arnett berichtete lange Zeit für die Associated Press (AP) und war unter anderem im Vietnamkrieg. 1966 erhielt er für seine Berichterstattung aus Vietnam den Pulitzer-Preis. Im Golfkrieg 1991 berichtete er für CNN. Er war zwischenzeitlich der einzige Journalist in Bagdad.
Besonders bekannt wurde Peter Arnett, als er zu Beginn des zweiten Golfkrieges zusammen mit Bernard Shaw und John Holliman auf dem Dach des Hotels Raschid stand und die erste Kriegsnacht mit dem Satz einleitete: „Der Himmel über Bagdad ist erleuchtet.“
Peter Arnett war der erste Journalist, der ein Fernseh-Interview mit Osama bin Laden durchführte. Das Interview wurde am 10. Mai 1997 auf CNN ausgestrahlt.
Weil er Ende März 2003, während des amerikanischen Angriffs auf den Irak, dem irakischen Fernsehen ein Interview gewährte, in dem er diesen Angriff analysierte, wurde er kurz darauf – trotz seiner raschen Entschuldigung – von seinem Arbeitgeber NBC fristlos entlassen.

## Werke
- Unter Einsatz des Lebens: der CNN-Reporter live von den Kriegsschauplätzen der Welt. Droemer Knaur, München 1994, ISBN 3-426-77245-0